# Chrysostome Ier de Chypre
Chrysostome Ier (27 septembre 1927 – 22 décembre 2007) est un archevêque orthodoxe chypriote. Il est primat de l'Église de Chypre de 1977 à 2006. 

## Biographie
Il nait dans le village chypriote de Statos à Paphos. 
Il poursuit son cursus scolaire au monastère de Kykkos et devient moine. Il étudie ensuite la théologie et la littérature à l'université d'Athènes, avant de retourner à Kykkos où il est ordonné diacre en février 1951. En octobre 1961, il est ordonné prêtre puis retourne étudier la théologie durant cinq ans avant d'être nommé archimandrite.
Il enseigne comme professeur au Pancyprian Gymnasium. Il est chorévêque de Constantia en 1968 avant de devenir métropolite de Paphos en 1973. Le 12 novembre 1977, il est élu à la tête de l'Église de Chypre comme archevêque de Nouvelle Justinienne et de tout Chypre pour succéder à Makarios III, disparu la même année.
En avril 2000, il chute dans les escaliers dans son palais et est affecté d'un traumatisme crânien dont il ne se remettra jamais. En 2004, les médecins diagnostiquent la maladie d'Alzheimer. Il tombe dans le coma l'année suivante. Il reste cependant à la tête de l'Église de Chypre dont les statuts ne prévoient pas l'incapacité physique de l'archevêque.
Au début de l'année 2006, les évêques de Chypre s'adressent au patriarche de Constantinople Bartholomée Ier de Constantinople pour qu'il convoque un synode panorthodoxe. Celui-ci se tient à Pregny-Chambésy en Suisse en mai 2006 et décide de démettre Chrysostome de ses fonctions sans lui retirer ses titres honorifiques. Le 24 septembre 2006, l'évêque de Paphos Chrysostome est élu nouvel archevêque de Chypre et prend le nom de Chrysostome II.
Chrysostome Ier meurt le 22 décembre 2007 à Nicosie.